# Радиново
Ра́диново (болг. Радиново) — село в Пловдивській області Болгарії. Входить до складу общини Мариця.

## Населення
За даними перепису населення 2011 року у селі проживали 754 особи, з них 660 осіб (99,7%) — болгари.
Розподіл населення за віком у 2011 році:
Динаміка населення: